# پائولو ایگنو بورگینی
پائولو ایگنو بورگینی (ایتالیایی: Paolo Longo Borghini؛ زادهٔ ۱۰ دسامبر ۱۹۸۰) دوچرخه‌سوار اهل ایتالیا است. وی در مسابقات تور دو فرانس و جیرو دیتالیا شرکت کرده است.